# الروضة (أرحب)

تعديل مصدري - تعديل

الروضة هي إحدى قرى عزلة شعب بمديرية أرحب التابعة لمحافظة صنعاء، بلغ تعداد سكانها 400 نسمة حسب تعداد اليمن لعام 2004.